# Nachhratpur Katabari
Nachhratpur Katabari é uma vila no distrito de Uttar Dinajpur, no estado indiano de Bengala Ocidental.

## Demografia
Segundo o censo de 2001, Nachhratpur Katabari tinha uma população de 5111 habitantes. Os indivíduos do sexo masculino constituem 52% da população e os do sexo feminino 48%. Nachhratpur Katabari tem uma taxa de literacia de 54%, inferior à média nacional de 59,5%: a literacia no sexo masculino é de 60% e no sexo feminino é de 47%. Em Nachhratpur Katabari, 15% da população está abaixo dos 6 anos de idade.